# Прибутковий будинок Вассала
Буди́нок Павла Володи́мировича Вассала — пам'ятка архітектури та історії місцевого значення в місті Одеса. Будинок розташований на дуже великій ділянці на Гаванній вулиці і споружувався на замовлення одного з представників численної родини Вассал, що мала французьке походження. З часу побудови вигляд будинку мало змінився. Будинок занесений до Реєстру пам'яток культурної спадщини Одеси як пам'ятка архітектури та історії місцевого значення (охоронний номер 158-Од).

## Історія
У 1898 році ділянка належала К. Балицькій і в 1899 її площа складала 768 кв. саж. (1638 кв. м.), а в 1900 році вже 710 кв. саж. (1514 кв. м.). Між 1907 та 1909 роками ділянку придбала М. М. Лапатовська, 1911 році ділянку придбав Олександр Володимирович Вассал, який проживав у будинку родини Вассалів у Воронцовському провулку, 7. У 1913 році будинок перейшов до власністі прапорщика у відставці Олександра Ром. Вассала, який також проживав у Воронцовському провулку. Весною 1913 року Павло Володимирович Вассал подав прохання на спорудження чотириповерхового будинку з триповерховими флігелями за проектом архітектора П. У. Клейна, нагляд за будівництвом повинний був здійснювати цивільний інженер Е. Я. Меснер. Дозвол був отриманий 27.05.1913 (за старим стилем).
До спорудження наявного будинку на ділянці у 1907 році розміщувалась пральня А. Єрмакової і слюсарно-механічна майстерня Г. І. Басістова.

### Відомі мешканці
- У 1920–1924 рр. у будинку жив організатор радянського торговельного флоту Ф. С. Богуш.
- У 1920–1938 рр. жив перший начальник ЧМП М. А. Кремлянський.
- У 1925 році одним із жителів був старший інспектор з праці Чорноморського району М. К. Лисенко.

## Архітектура
Будинок зайняв лише частину ділянки завдяки тому, що вже у 1912 році у задній частині ділянки був зведений будинок і гараж Одеського автомобільного товариства, а в 1913 році у правій частині ділянки споруджувався Римо-Католицький костел св. Петра. Таким чином прибутковий будинок Вассала отримав асиметричний план — заднє триповерхове крило отримало у два рази більшу довжину, ніж те, що виходить на червону лінію вулиці. Чотири крила споруди утворюють замкнене подвір'я з якого існує проїзд до подвір'я поза прибутковим будинком, де розташовані будівлі автомобільного товариства.
Парадний фасад чотириповерхового крила, що виходить на червону лінію вулиці оздоблено лаконічно, його прикрашають нечисленні сандрики, фільонки, картуші та гірлянди, які мають другорядне значення в композиції. Найбільш виразними елементами будинку є еркер у центрі і два барокових купола зі шпилями на які нанизані шари. Куполи були облицьовані черепицею, але станом на 2011 рік черепиця збереглася лише у верхній частині лівого купола. Фасади крил, що виходять до обох дворів є ідентичними і прикрашені картушами та облямуванням верхній частини вікон. Парадні сходові клітки вікнами виходять у бік замкненого подвір'я і підкреслені напівеліптичними ризалітами. Вхід до чотириповерхового крила розташований у подвір'ї і прикрашений дерев'яними панелями, а вхід до заднього крила прикрашений прямим сандриком. У бічних крилах та задньому крилі також влаштовані службові сходові клітки.
Фасад заднього крила поза храмом має парадний вигляд, у центрі даного фасаду розташовані галереї, на даху влаштована житлова мансарда, а по лівому краю фасаду розташований вхід до парадного під'їзду, що оздоблений порталом. Дане крило за радянських часів отримало окремий номер будинку — №5.

## Галерея

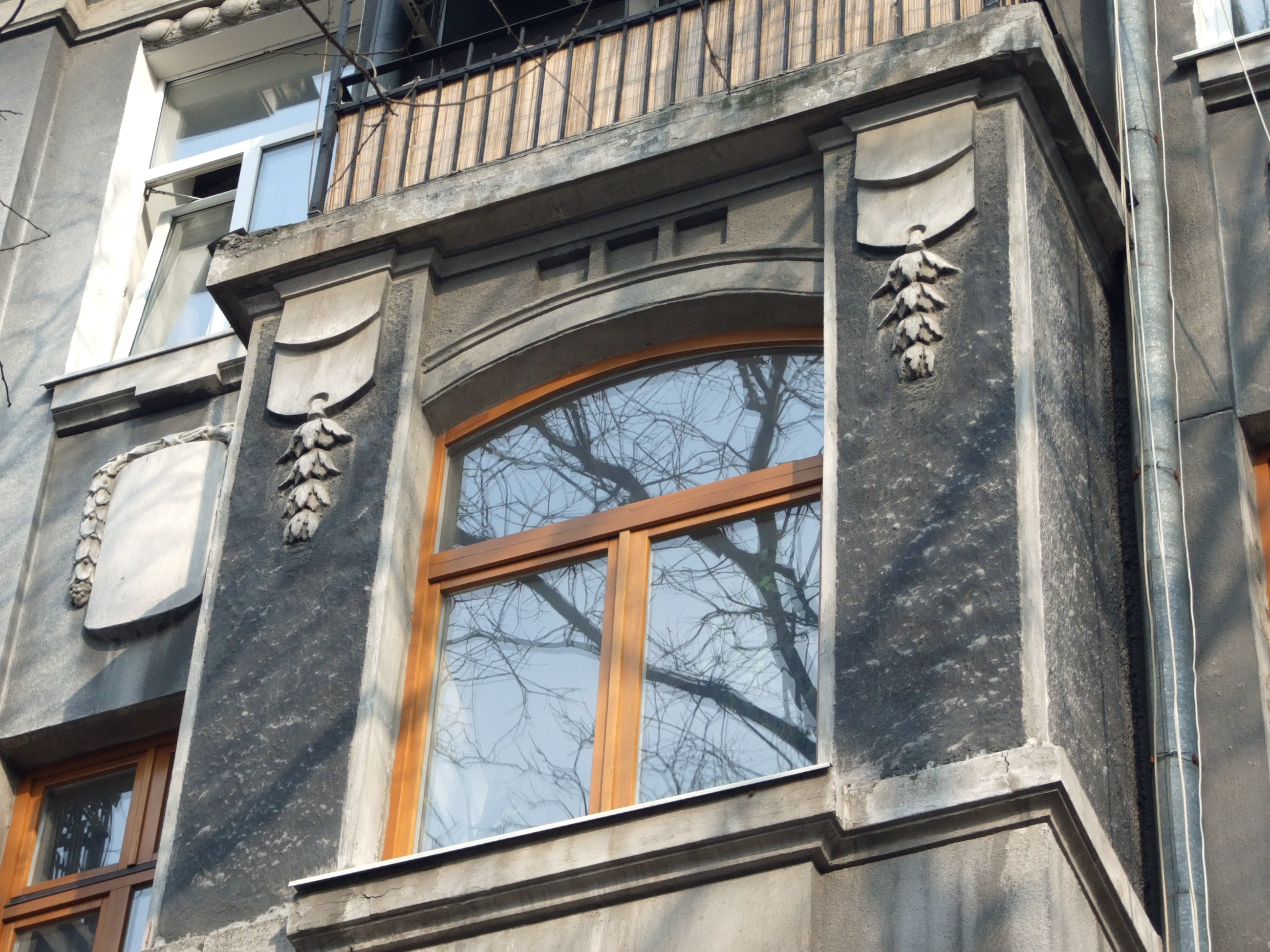
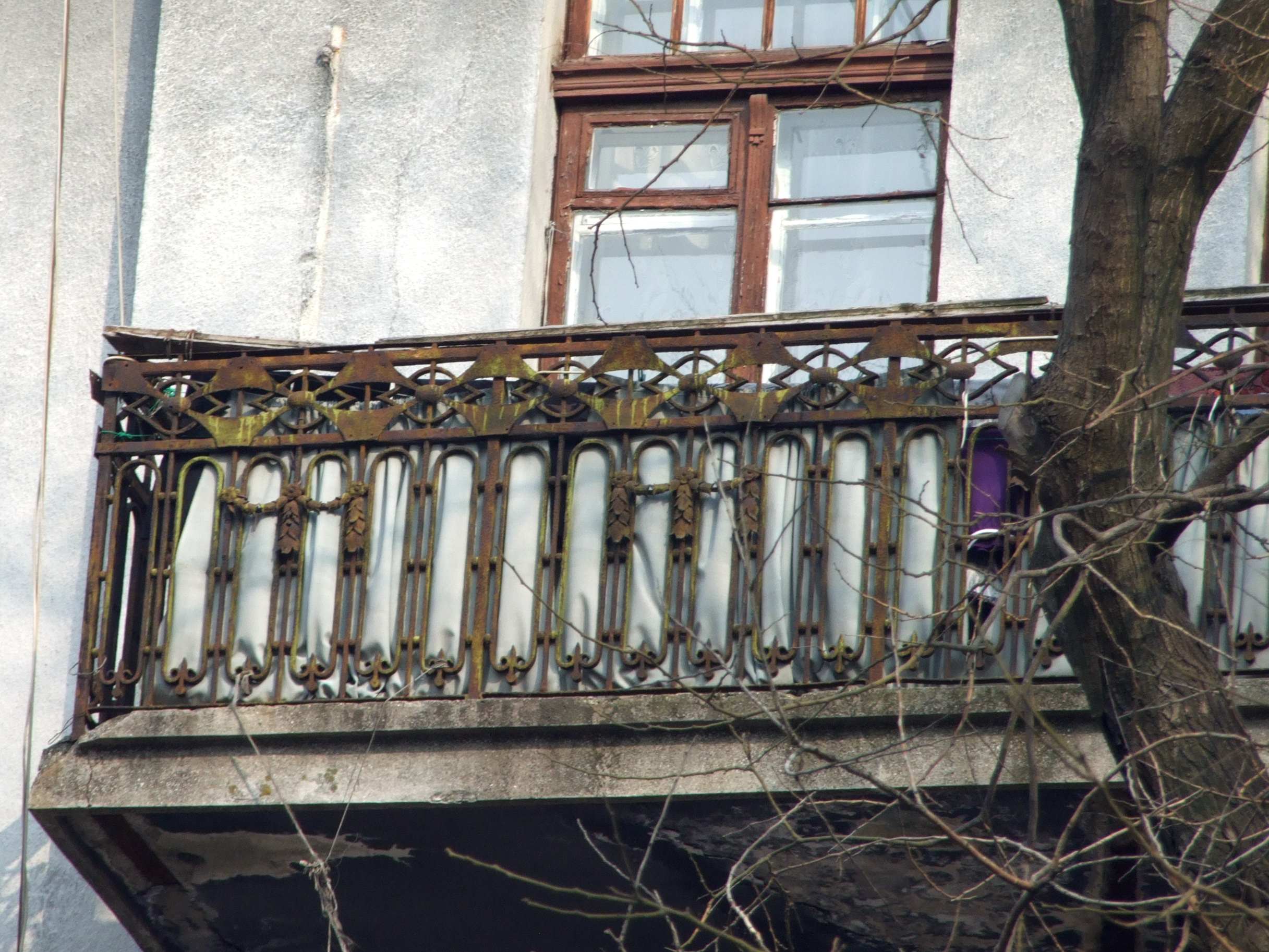
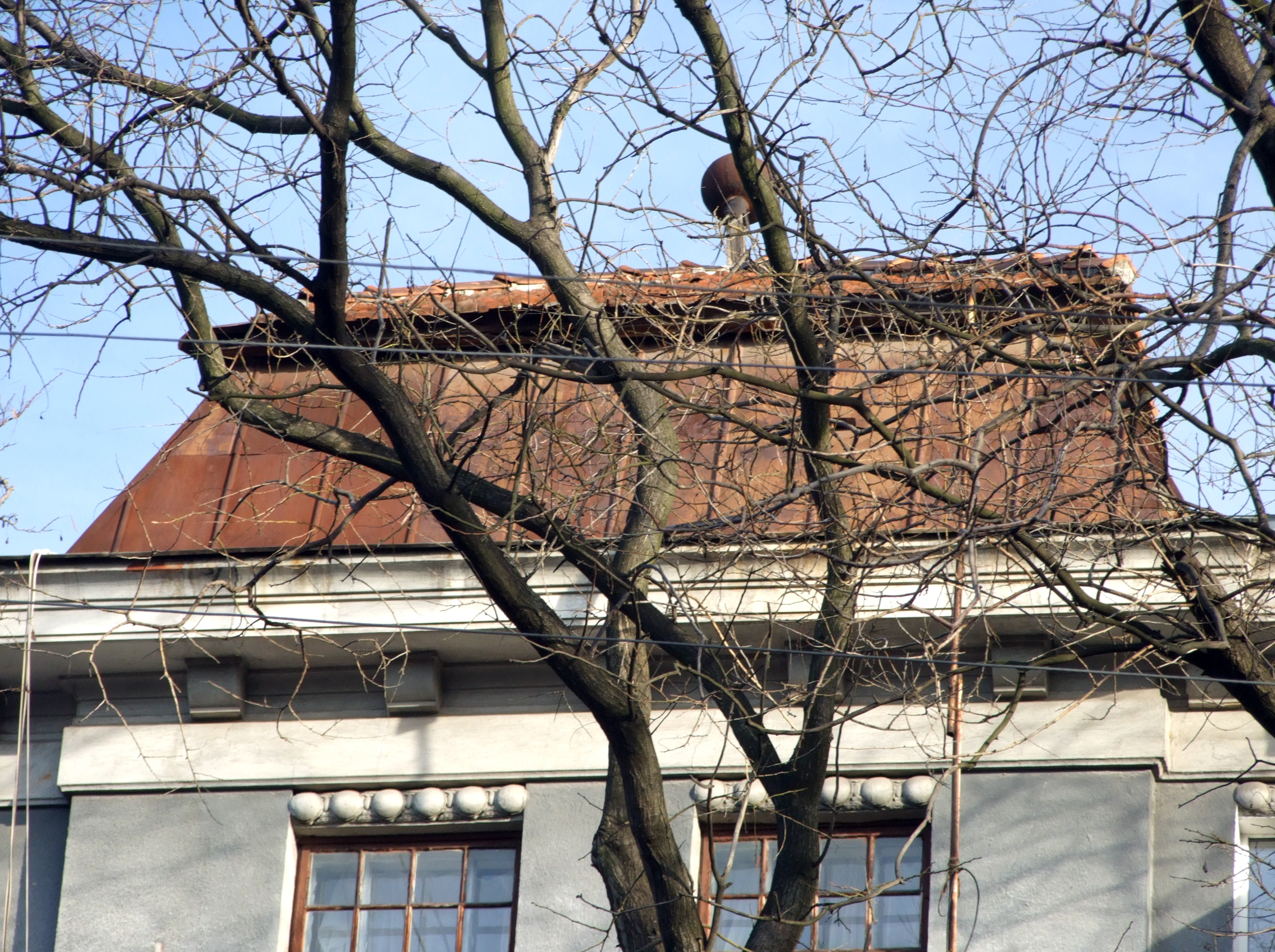
Лівий купол
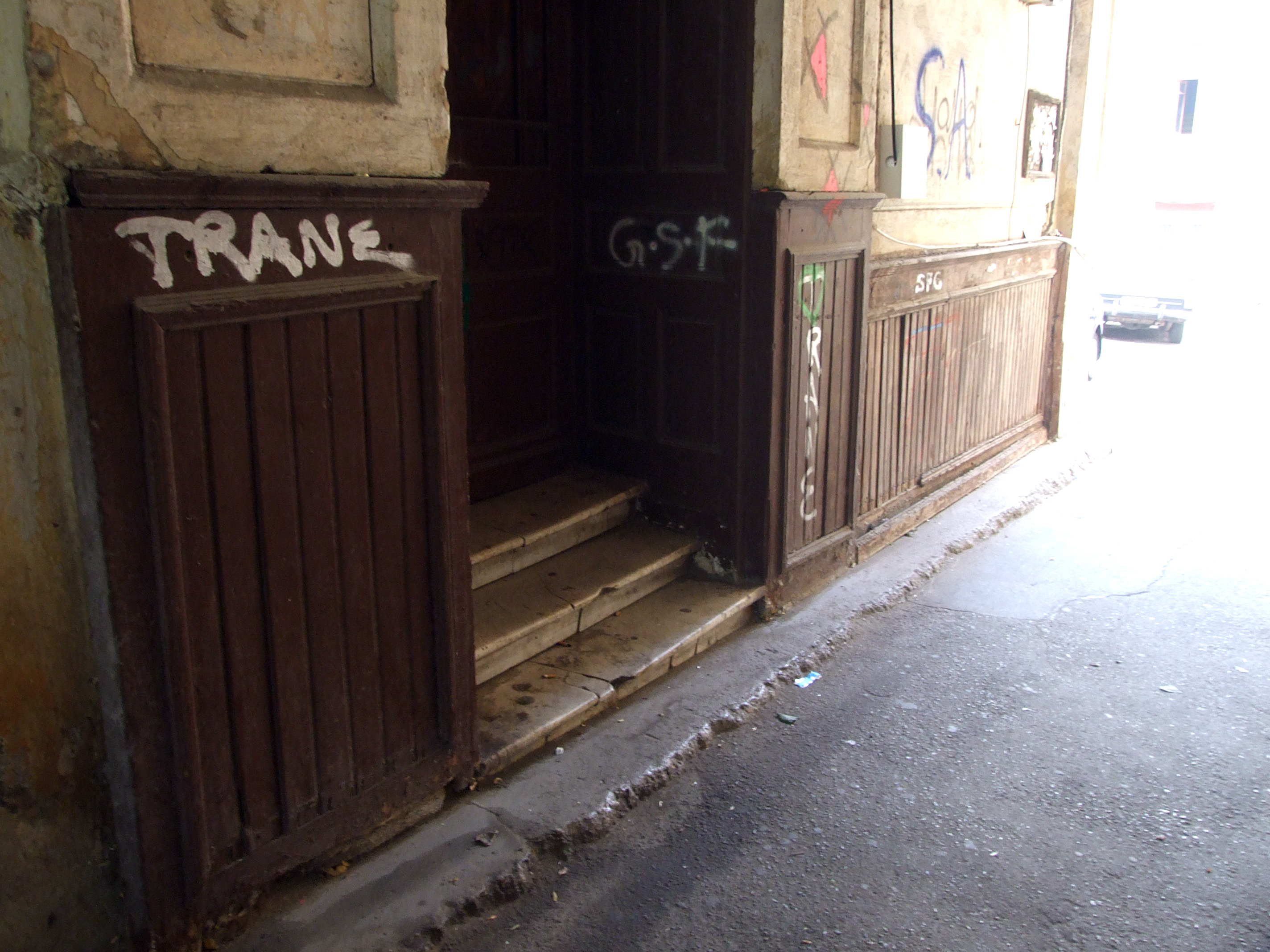
Дерев'яні панелі парадного входу переднього крила
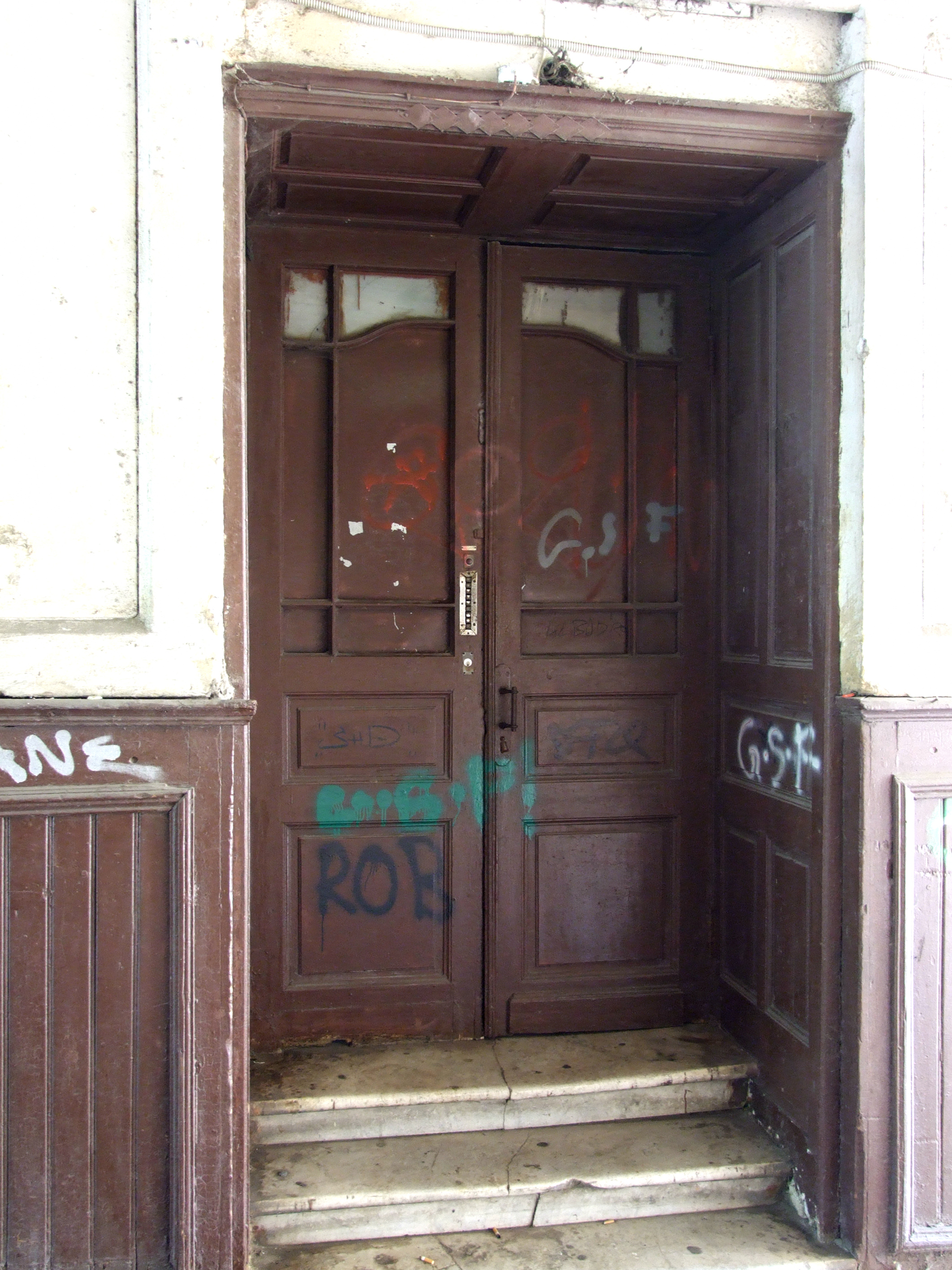
Двері парадного входу переднього крила
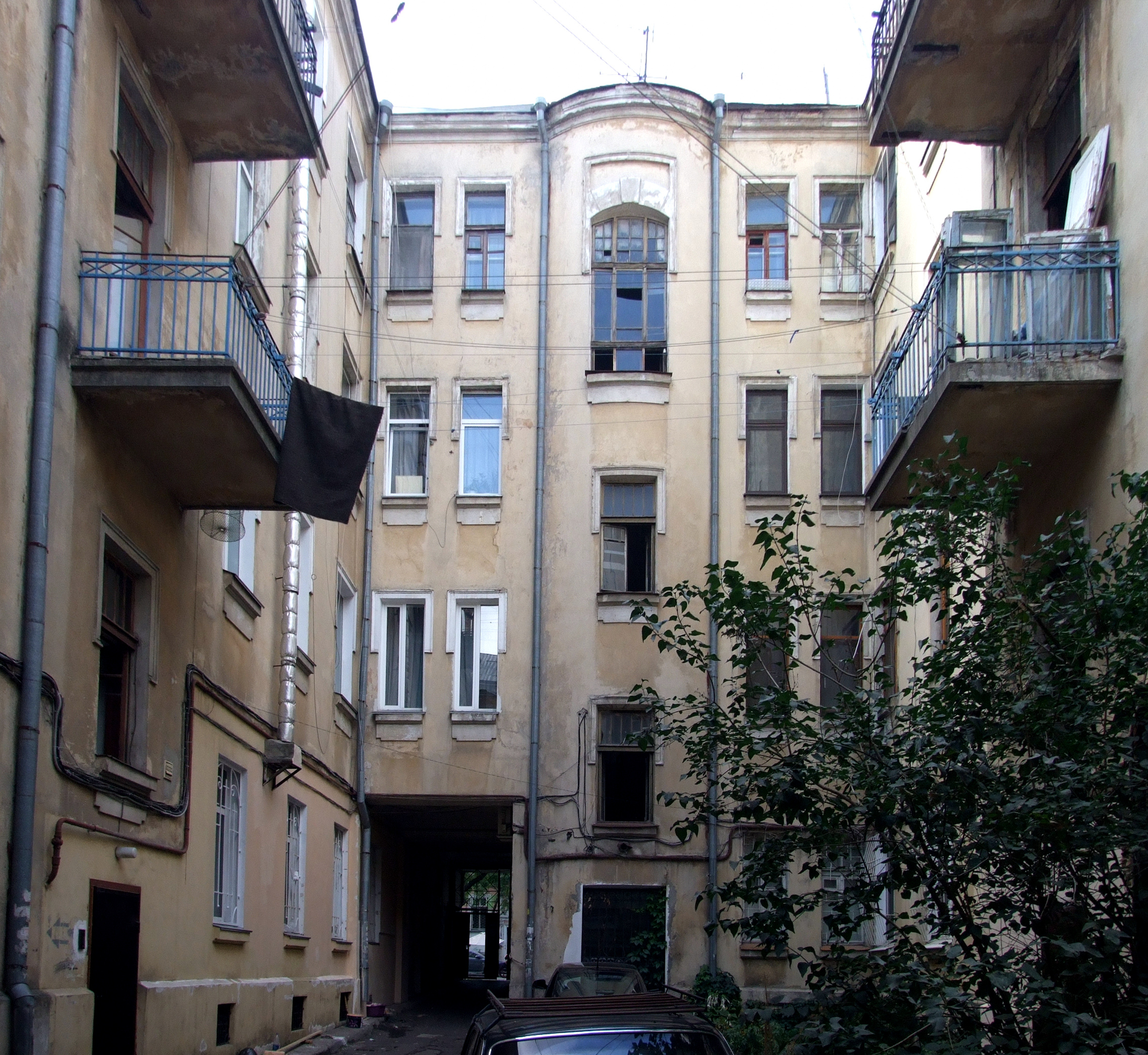
Задній фасад переднього крила
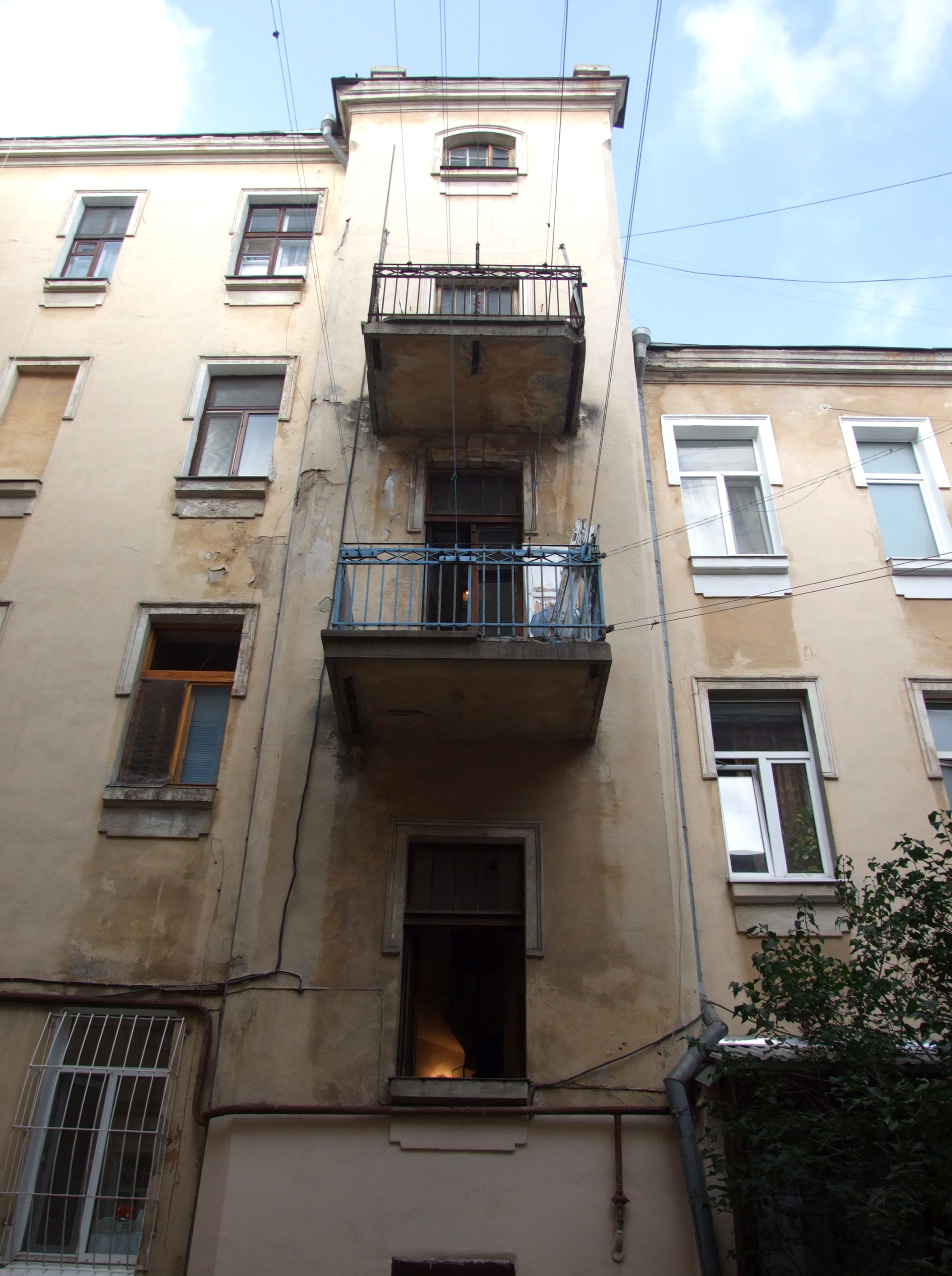
Фасад лівого бічного крила із службовою сходовою кліткою
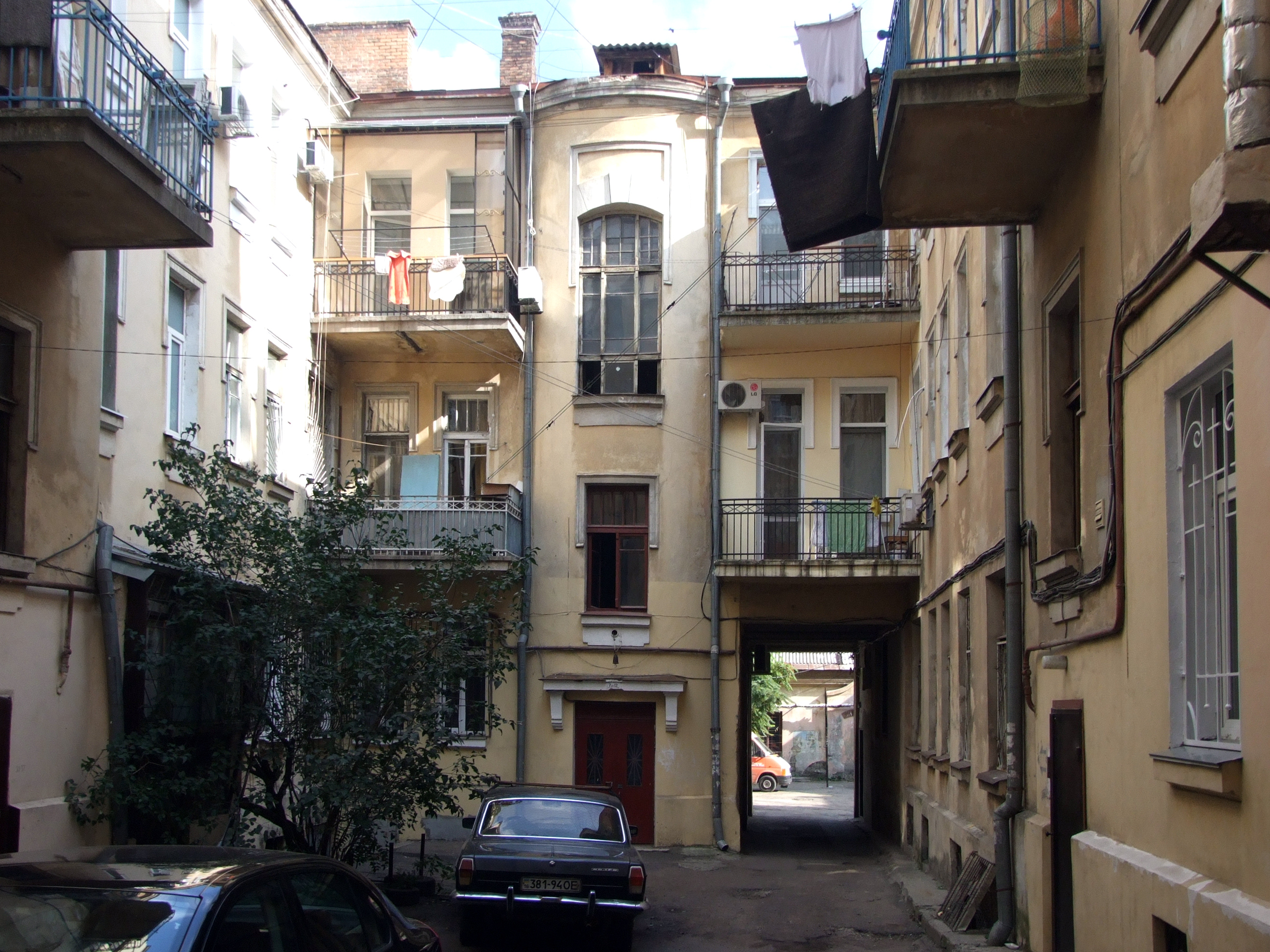
Дворовий фасад заднього крила
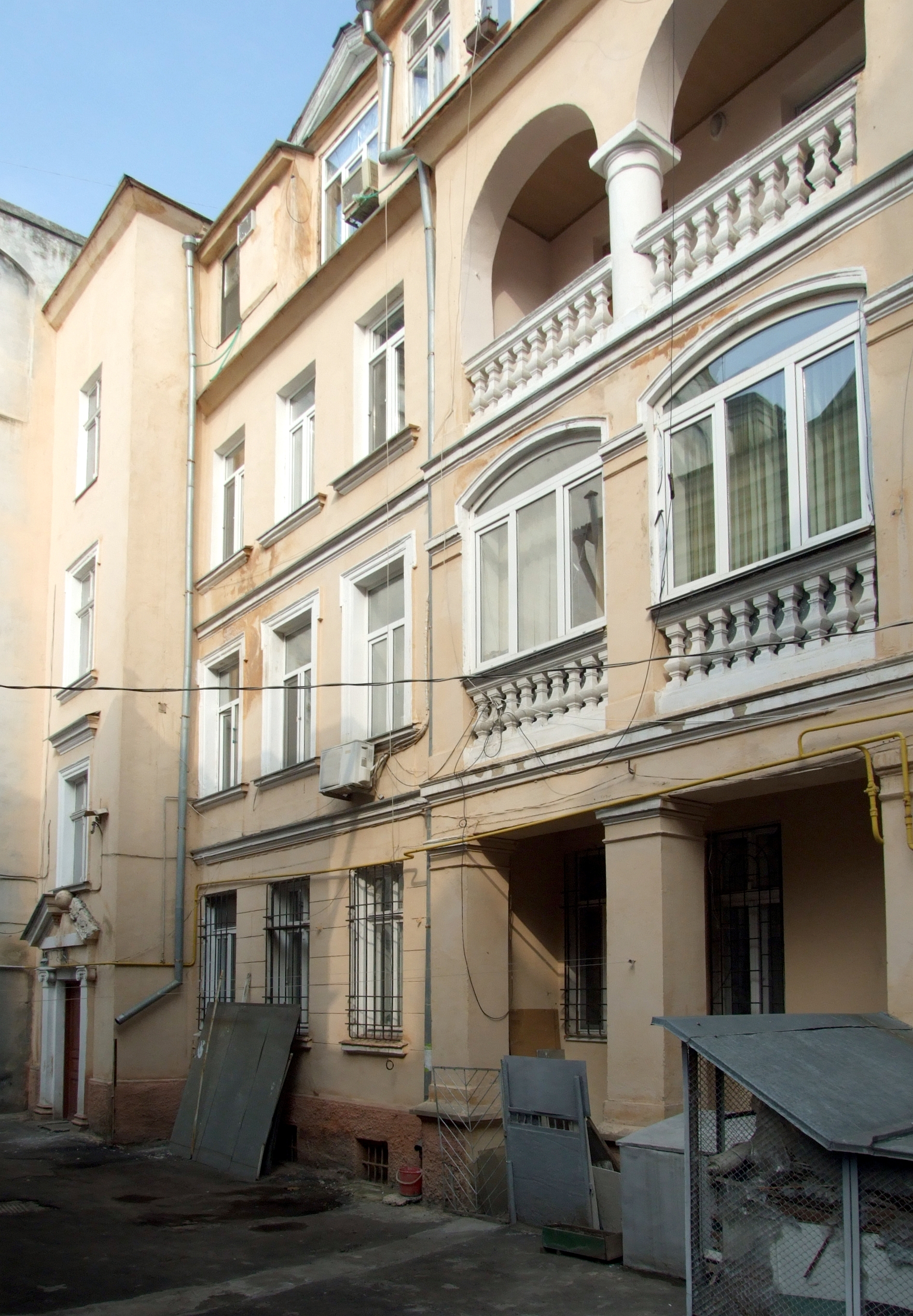
Заднє крило. Парадний фасад
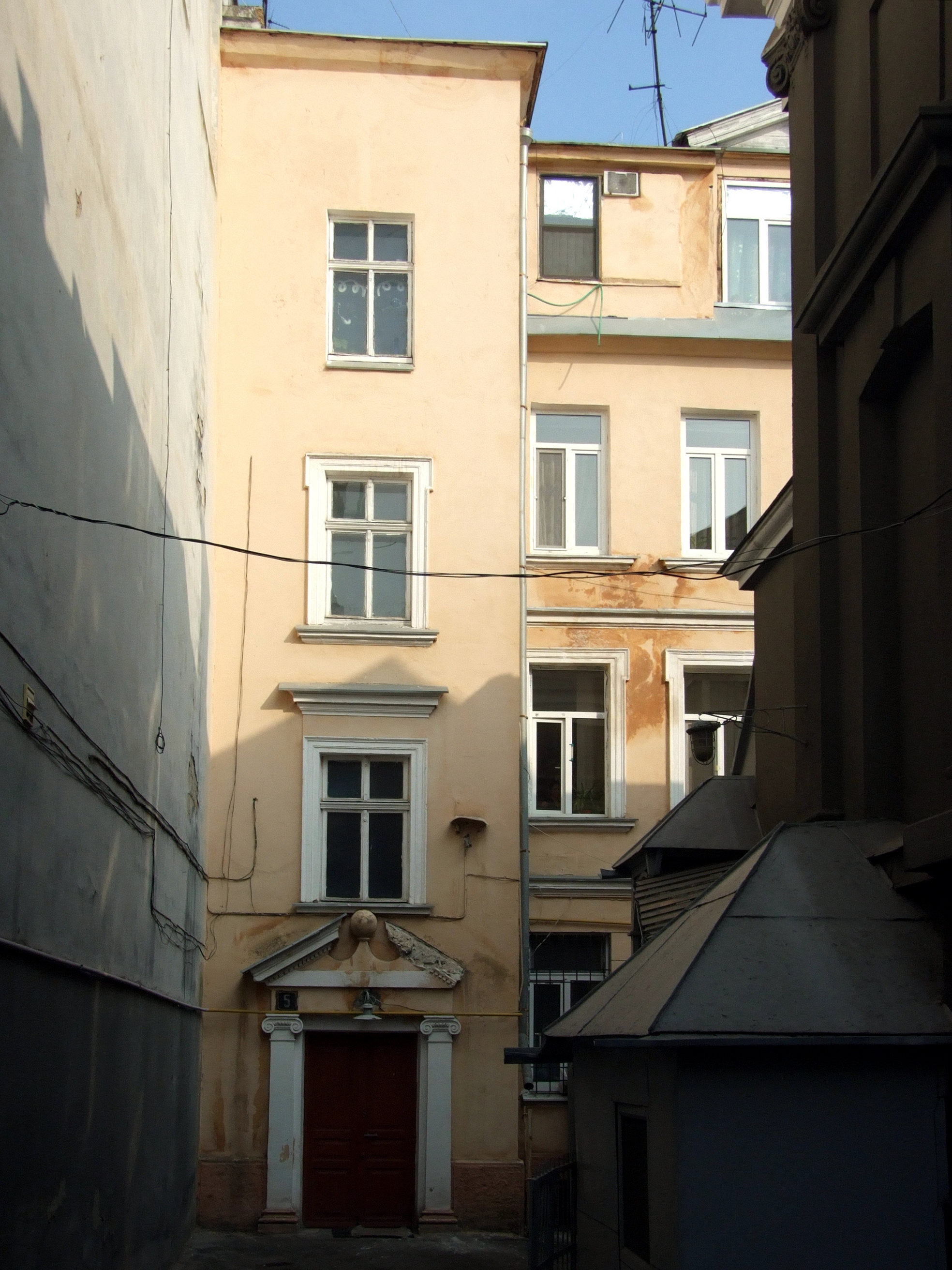
Заднє крило. Парадний фасад
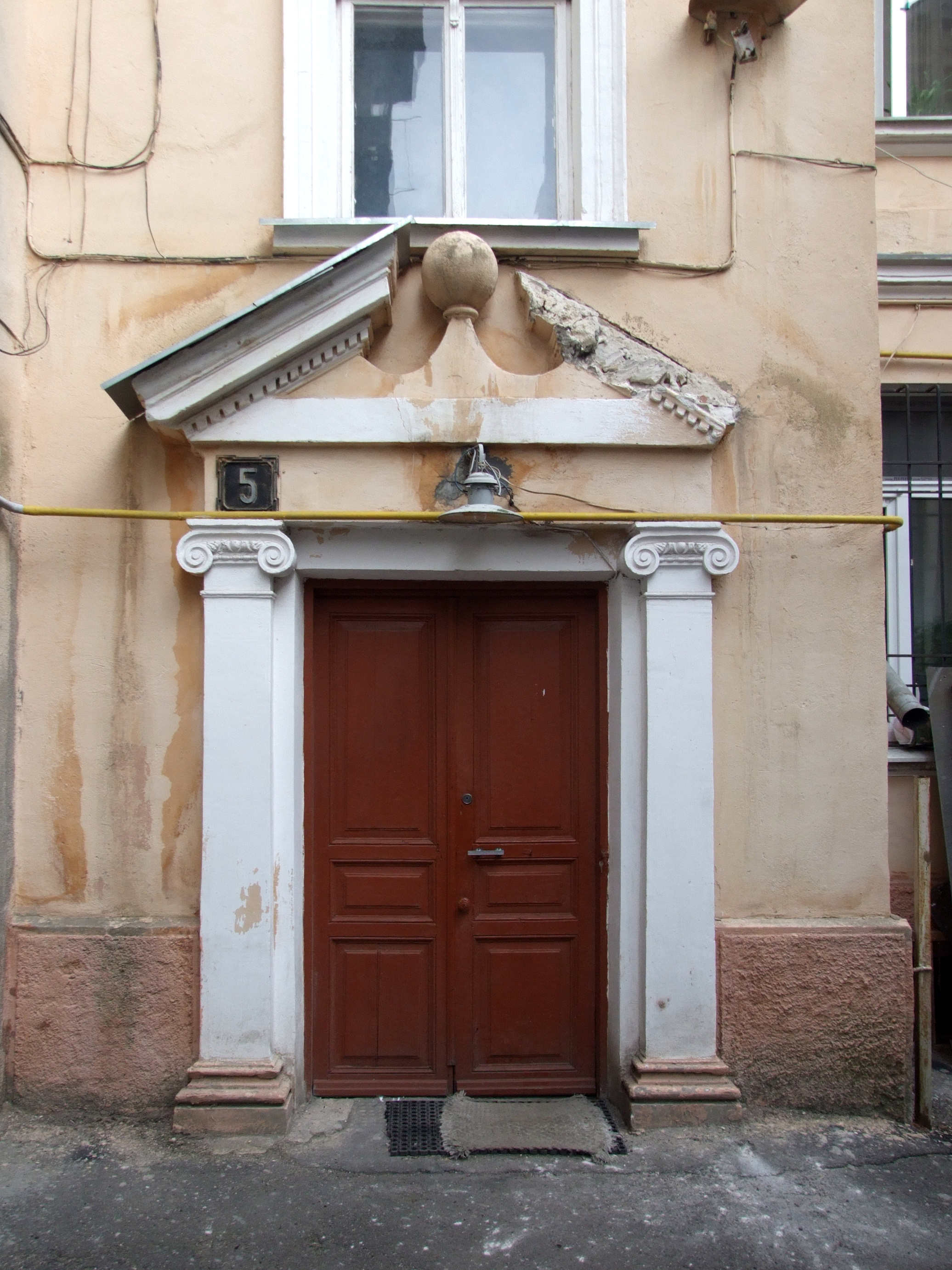
Заднє крило. Парадний фасад. Портал парадної сходової клітки
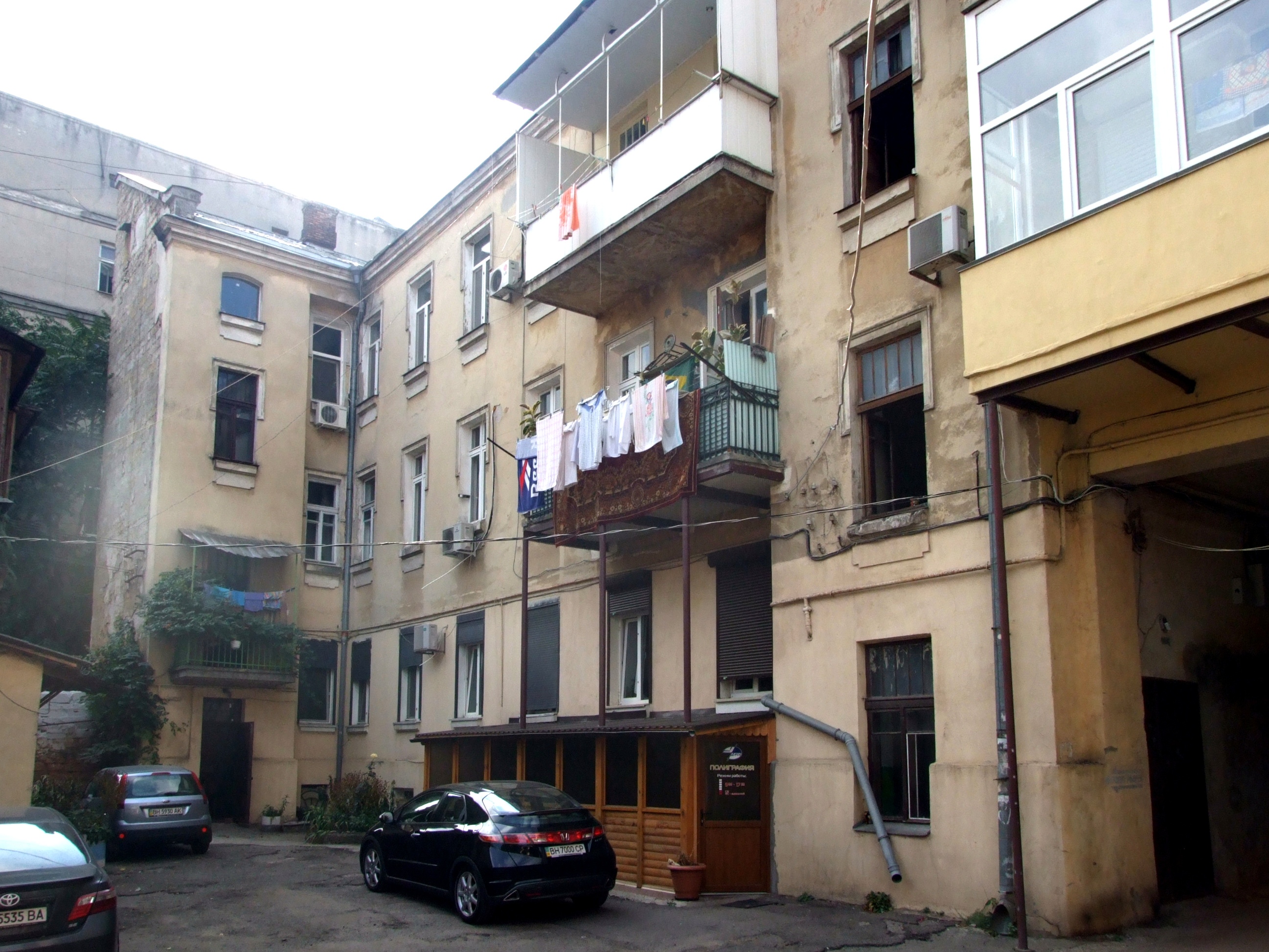
Задній фасад заднього крила
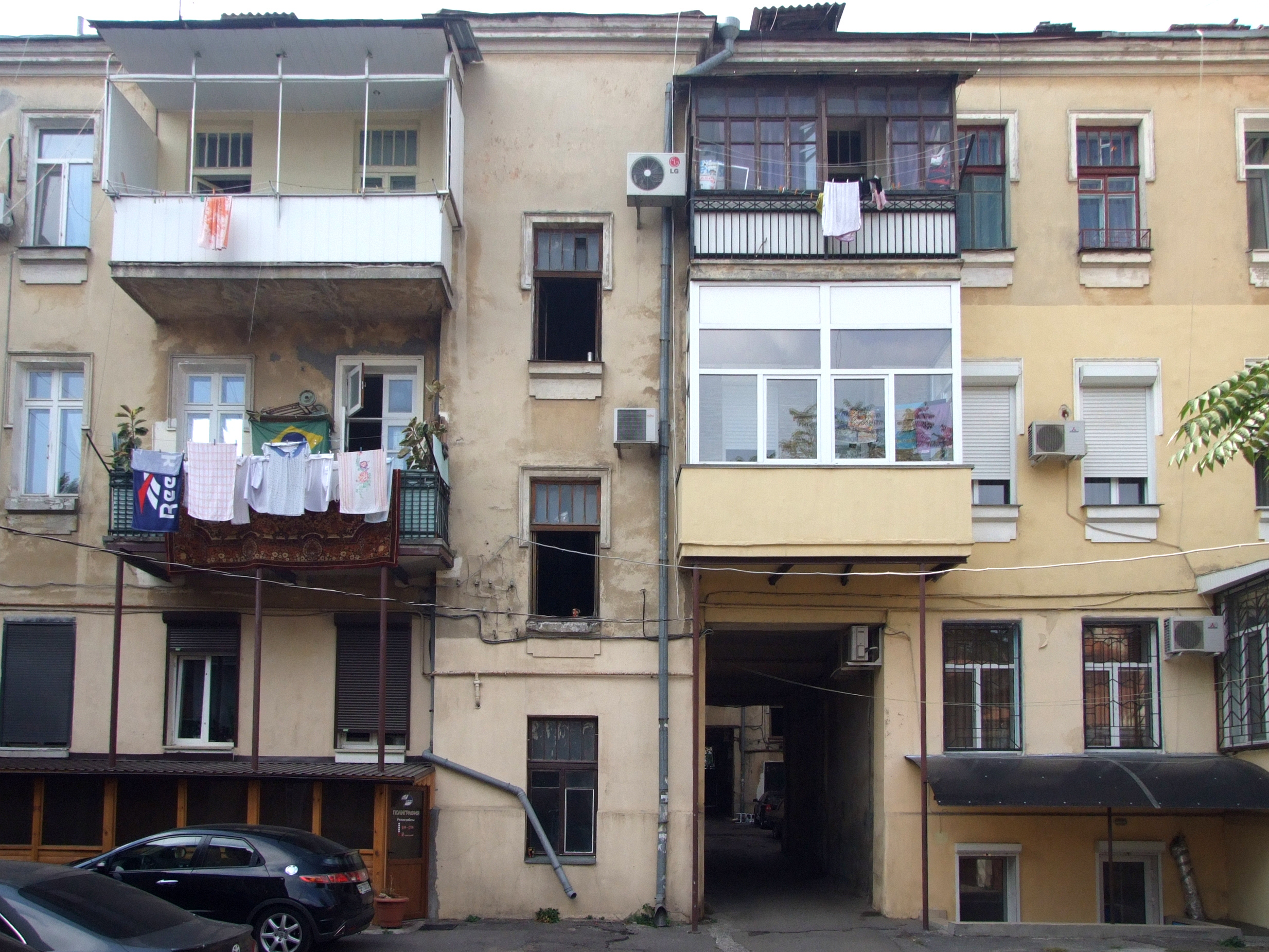
Задній фасад заднього крила із вікнами службової сходової клітки
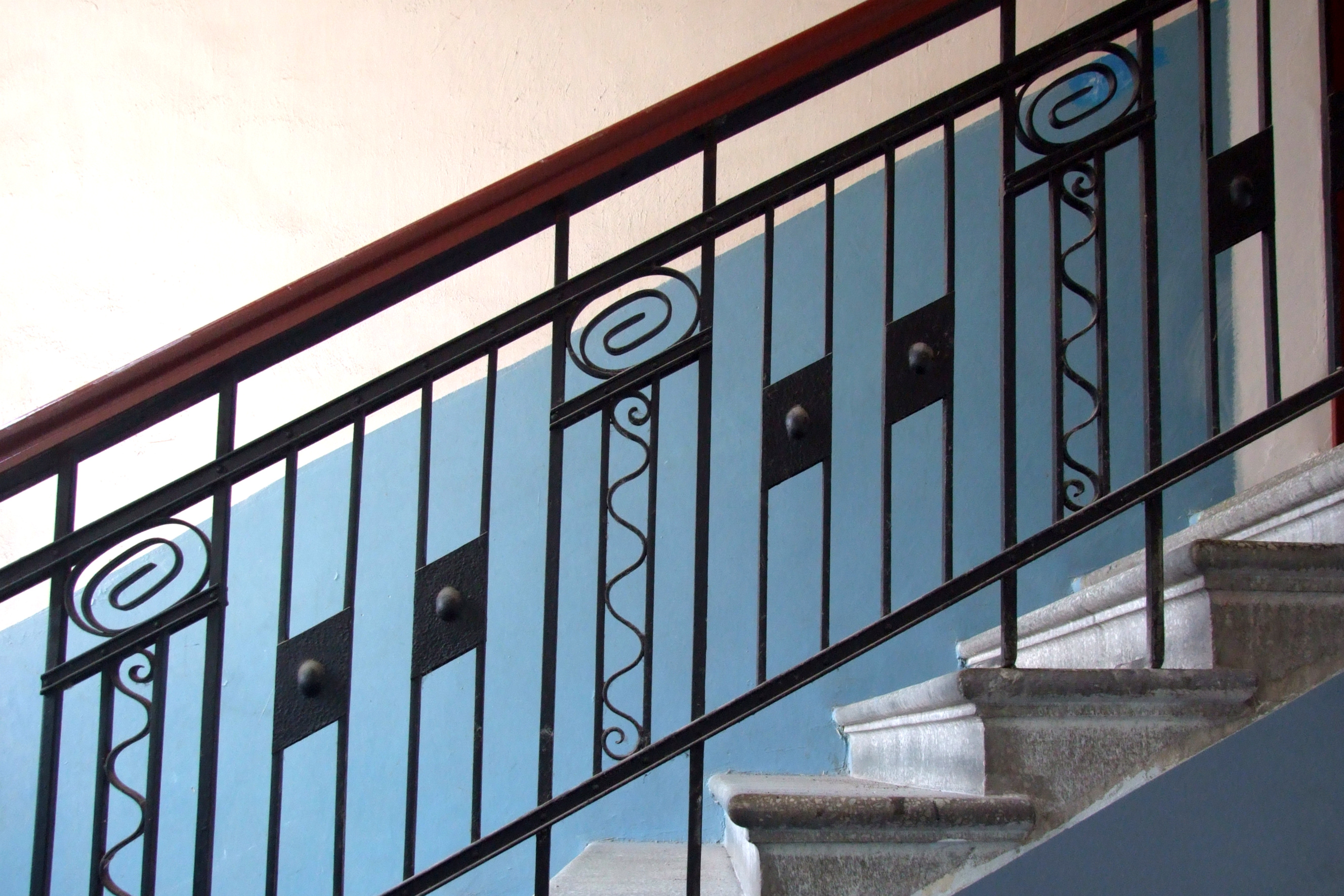
Огорожа парадних сходів заднього крила
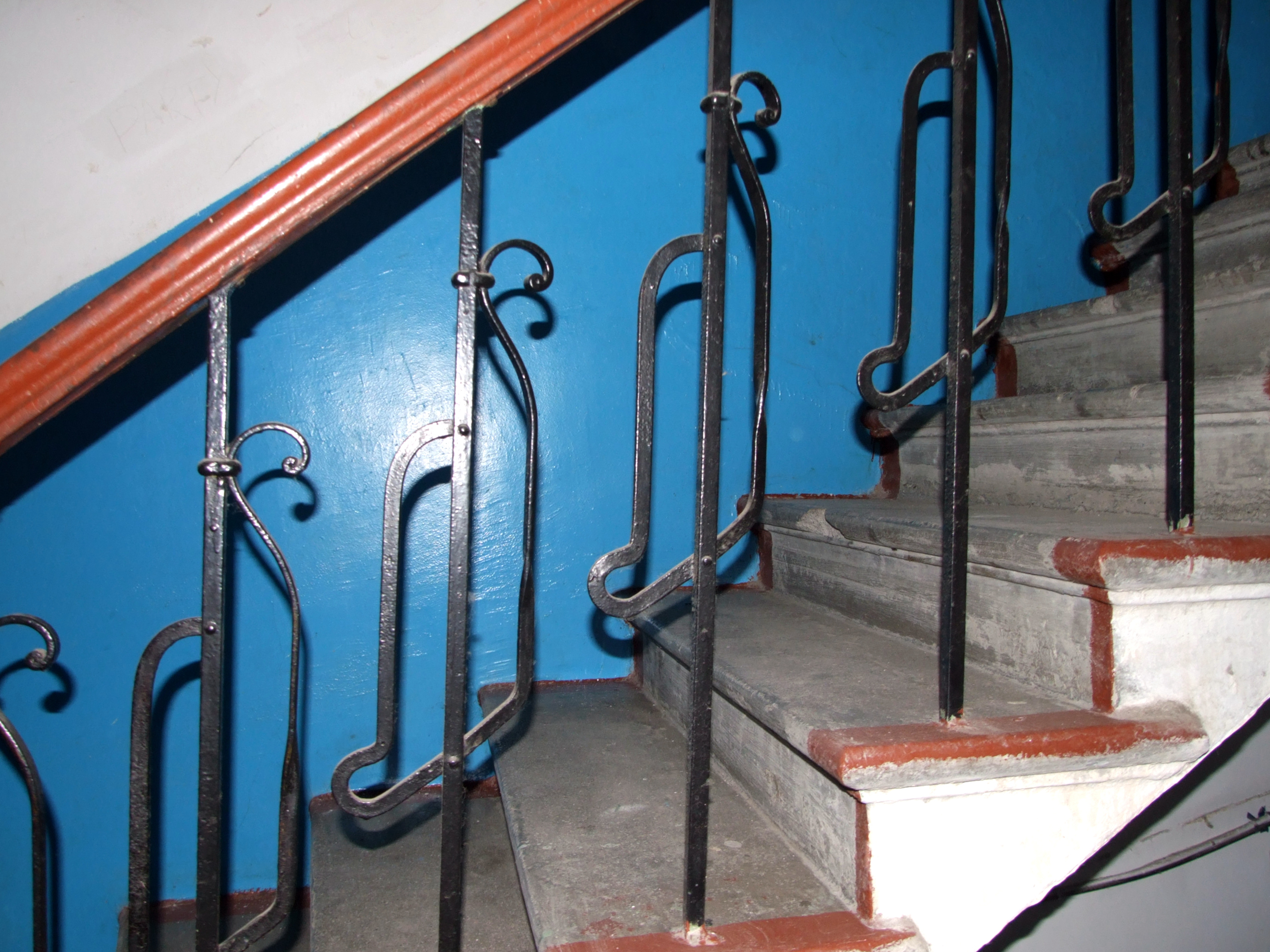
Огорожа службових сходів заднього крила